# Herausgeber Verlag
Der Herausgeber Verlag (auch Kulturbuchverlag Herausgeber) ist ein Schweizer Buchverlag mit Sitz in Riedtwil.

## Verlagsprogramm
Das Verlagsprogramm umfasst Bücher über Regionen, Städte, Gemeinden und Institutionen der Schweiz, mit spezifischen Kategorien wie Regionen und Orte, Glaube und Kirche, Menschen, Literatur, sowie Fotografie und Kunst. Diese Kategorien beinhalten eine breite Palette an Titeln, die sich mit verschiedenen Aspekten des kulturellen und sozialen Lebens befassen. Dazu gehören Bücher zu Literatur aus einer Region, z. B. Langenthaler Kurzgeschichten, Zuger Kurzgeschichten, Aarauer Kurzgeschichten, oder Literatur zu einem Ort, z. B. die Bieler Miniaturen von Gerhard Pfister. Dazu gehören auch Bücher, die eine Region aus verschiedenen Blickwinkeln beleuchten, wie zum Beispiel "Hüggelland. Dr Oberaargou i sir Sproch" von Valentin Binggeli, ein umfassendes Werk über die Geografie des Oberaargaus. Das Programm beinhaltet auch Bild- und Fotografiebände, z. B. zur Grimsel von Jürg Stauffer, zum Kirchenfeld oder zur Länggasse.

## Geschichte
Der Verlag wurde 2002 von Daniel Gaberell gegründet. 2012 erhielt er den Langenthaler Kulturpreis. 2022 wurde die Marke von 100 publizierten Titeln erreicht.

## Autoren
Zu den Autoren, deren Werke beim Kulturbuchverlag Herausgeber veröffentlicht wurden, zählen unter anderen Alex Capus, Dorothee Elmiger, Pedro Lenz, Valerio Moser, Tabea Steiner, Raphael Urweider und Matthias Zschokke.